# Crans-Montana
Crans-Montana ist eine Munizipalgemeinde im französischsprachigen Teil des Schweizer Kantons Wallis (Bezirk Siders), die auf den 1. Januar 2017 aus dem Zusammenschluss der ehemaligen Munizipalgemeinden Chermignon, Mollens (VS), Montana und Randogne entstand. Sie bildet zugleich eine Pfarrgemeinde des Dekanats Siders.

Luftbild (1964)

## Geschichte und Tourismus
Bekannt geworden ist die Ferienregion Crans-Montana ursprünglich als Fremdenverkehrszentrum auf dem Hochplateau um die Gemeinde Montana, die mit der 1929 neu entstandenen Feriensiedlung Crans-sur-Sierre zusammengewachsen und im touristischen Sprachgebrauch unter diesem Doppelnamen bekannt geworden ist.
Zum Feriengebiet Crans-Montana zählen ferner die beiden Gemeinden Icogne und Lens, die Dörfer Chermignon, Mollens und Randogne sowie eine Reihe kleinerer Siedlungen am Hang hoch über dem Tal der Rhone zwischen Sitten (franz.: Sion) und Siders (franz.: Sierre).
Die Begründung des Ortes Crans-Montana erfolgte 1892 durch die Eröffnung des Hôtel du Parc durch die Herren Antille und Zufferey aus Siders. Der eigentliche Begründer des Luftkurortes Crans-Montana ist jedoch Théodore Stephani, der 1897 seine Kranken in diese von kleinen Seen und ausgedehnten Fichtenwäldern geschmückte Hochebene brachte und 1899 das Sanatorium Beauregard eröffnete. 1936 malte Albert Marquet in Crans-Montana Winterlandschaften.
In Crans-Montana befindet sich die international renommierte Hochschule Les Roches International School of Hotel Management. Crans-Montana hat wie der ganze Kanton Wallis eine traditionell überwiegend römisch-katholische Bevölkerung. Seit 2024 hat sie auch die erste jüdische Gemeinde des Kantons, die Communauté Beit Yossef de Crans-Montana et du Canton de Valais CBYCM.

## Geographie und Zufahrt
Auf den Bergkämmen in ca. 3000 m Höhe vorbei am Wildstrubel, entlang des Plaine-Morte-Gletschers, Weisshorn, Mittaghorn, Rohrbachstein und Wetzsteinhorn verläuft die Sprachgrenze zwischen der französisch- und der deutschsprachigen Schweiz und zugleich die Grenze zum Kanton Bern. 
Vom Aussichtspunkt unterhalb der Bella Lui (2548 m ü. M.) sind bei klarem Wetter die Gletscher der Walliser Alpen südlich der Rhone auf einem Spektrum von der Mischabel-Gruppe im Osten bis zu den Gipfeln im unteren Wallis im Westen zu sehen, einschließlich des Matterhorns und des Mont Blanc.
Sowohl ab Sitten als auch von Siders aus führen kurvenreiche Zufahrtsstrassen von der durch das Rhonetal verlaufenden Autobahn A9. Auf 13 Kilometern wird dabei eine Höhendifferenz von 1000 Metern überwunden. Die Auffahrt durch die Rebhänge und Alpwiesen dauert von Sitten aus etwa 35, von Siders aus etwa 20 Minuten.
Von Siders aus ist der Ort zusätzlich mit einer Standseilbahn erreichbar, von Sitten aus mit einer Buslinie. Die von der Chemin de Fer et d’Autobus Sierre–Montana-Crans (SMC) betriebene Standseilbahn Sierre-Montana-Crans wurde wegen ihrer grossen Länge mit zwei Sektionen erbaut und 1911 eröffnet. Bei der Erneuerung 1997 wurden die beiden Sektionen verbunden, um das Umsteigen in der Mittelstation St-Maurice-de-Laques zu vermeiden. Seither ist die Anlage mit 4191 Metern Länge und mit 927 Metern Höhenunterschied eine der längsten Standseilbahnen Europas.
Zwischen den einzelnen Hangsiedlungen verlaufen zudem zahlreiche Fahrrad- und Wanderwege.

## Politik
Bei den Schweizer Parlamentswahlen 2023 betrugen die Wähleranteile in Crans-Montana: Die Mitte 30,4 % (+4,3 %), SVP 23,8 % (+3,1 %), FDP 17,6 % (−3,8 %), SP 15,4 % (−1,0 %), Grüne 10,4 % (−2,6 %), GLP 2,1 % (+1,4 %), übrige 0,3 % (−0,5 %).

## Tourismus und Sport
Enge Strassenzüge mit Hotels und Appartements, Cafés und Restaurants, Geschäften und administrativen Einrichtungen prägen jeweils das Zentrum von Crans-sur-Sierre und Montana. Zur Hauptsaison herrscht ein hohes Verkehrsaufkommen. An den Ortsrändern liegen mehrere Weiher mit Grünflächen.
Bekannt geworden ist Crans-Montana durch zahlreiche Veranstaltungen im alpinen Skisport. So wurden hier die Alpinen Skiweltmeisterschaften 1987 ausgetragen. Insgesamt gibt es 160 Kilometer Skipisten. Am Südrand des Plaine-Morte-Gletschers ist Sommerski möglich.
Im Sommer ist Crans-Montana ein Zentrum des Golfsports. Der mit zwei Golfplätzen (9 und 18 Loch) präsente Golf-Club Crans-sur-Sierre veranstaltet hier jährlich das Omega European Masters, eines der bekanntesten Golfturniere Europas.
In den späten 1960er Jahren wurde auf der Strasse von Siders nach Crans-Montana ein Automobil-Bergrennen ausgetragen, das auch zur Europa-Bergmeisterschaft zählte.
Crans-Montana war Austragungsort der Berglauf-Weltmeisterschaften 2008.
Gondellifte und Seilbahnen sowie ein 135 km langes Wegenetz für Wanderer und Mountainbiker erschliessen nördlich der Höhenterrasse von Crans-Montana die Gletscher, Felsgruppen, Bergseen, Alpen, Matten und Nadelwälder am Südrand der Berner Alpen. Eingebunden in dieses Wegenetz ist auch der Lac de Tseuzier (1777 m ü. M.).
Die Gondelbahn Crans–Cry d’Er ging 1950 in Betrieb. Sie war eine der weltweit ersten Bahnen nach dem System Bell/Wallmannsberger. 

### Radsport
Crans-Montana war bereits sieben Mal Zielort der Tour de Suisse (1952, 1969, 2001, 2007, 2009, 2011, 2013). Die erste Zielankunft erfolgte im Jahr 1952 im Rahmen eines Einzelzeitfahrens, das in Monthey gestartet wurde. Mit Eddy Merckx (1974), Fränk Schleck (2009) und Ryder Hesjedal (2013) waren mehrere bekannte Radsportler in Crans-Montana erfolgreich.
Die 20. Etappe der Tour de France ging im Jahr 1984 in Crans-Montana zu Ende. Die Etappe wurde in Morzine gestartet und stellte die letzte Bergankunft der 71. Austragung dar. Etappensieger wurde der gesamtführende Laurent Fignon, der wenige Tage später seine zweite Tour de France gewann.
Die 13. Etappe des Giro d’Italia ging im Jahr 2023 mit einer Bergankunft in Crans-Montana zu Ende. Etappensieger wurde der Kolumbianer Einer Rubio.
| Rundfahrt      | Jahr | Etappe     | Bergwertung  | Fahrer         | Auffahrt                 |
| -------------- | ---- | ---------- | ------------ | -------------- | ------------------------ |
| Tour de France | 1984 | 20. Etappe | 1. Kategorie | Laurent Fignon | Von Sierre über Venthône |
| Giro d’Italia  | 2023 | 13. Etappe | 1. Kategorie | Einer Rubio    | Von Granges über Lens    |

## Klima
Für die Normalperiode 1991–2020 beträgt die Jahresmitteltemperatur 6,3 °C, wobei im Januar mit −1,6 °C die kältesten und im Juli mit 15,0 °C die wärmsten Monatsmitteltemperaturen gemessen werden. Im Mittel sind hier rund 142 Frosttage und 34 Eistage zu erwarten. Sommertage gibt es im Jahresmittel rund 12, während statistisch gesehen in einem von drei Jahren ein Hitzetag zu erwarten ist. Die Messstation von MeteoSchweiz liegt auf einer Höhe von 1423 m ü. M.
|                        | Jan  | Feb  | Mär  | Apr  | Mai  | Jun  | Jul  | Aug  | Sep  | Okt  | Nov  | Dez  |   |       |
| Mittl. Temperatur (°C) | −1,6 | −1,5 | 1,8  | 5,2  | 9,3  | 13,1 | 15,0 | 14,8 | 10,9 | 7,2  | 2,3  | −0,7 | ⌀ | 6,4   |
| Mittl. Tagesmax. (°C)  | 1,8  | 2,4  | 6,3  | 10,2 | 14,5 | 18,5 | 20,8 | 20,3 | 16,0 | 11,7 | 5,9  | 2,6  | ⌀ | 11    |
| Mittl. Tagesmin. (°C)  | −5,3 | −5,5 | −2,5 | 0,9  | 4,7  | 8,1  | 9,9  | 9,9  | 6,5  | 3,3  | −1,3 | −4,3 | ⌀ | 2,1   |
|                        |      |      |      |      |      |      |      |      |      |      |      |      |   |       |
| Niederschlag (mm)      | 76   | 60   | 53   | 49   | 78   | 73   | 80   | 88   | 55   | 59   | 67   | 96   | Σ | 834   |
|                        |      |      |      |      |      |      |      |      |      |      |      |      |   |       |
| Sonnenstunden (h/d)    | 4,3  | 5,0  | 5,9  | 6,3  | 6,4  | 7,3  | 7,8  | 7,4  | 6,6  | 5,4  | 4,0  | 3,7  | ⌀ | 5,8   |
|                        |      |      |      |      |      |      |      |      |      |      |      |      |   |       |
| Regentage (d)          | 8,3  | 7,1  | 7,8  | 7,5  | 10,2 | 10,3 | 9,7  | 10,2 | 7,6  | 8,1  | 8,0  | 9,0  | Σ | 103,8 |
|                        |      |      |      |      |      |      |      |      |      |      |      |      |   |       |
| Luftfeuchtigkeit (%)   | 68   | 68   | 65   | 63   | 67   | 67   | 67   | 69   | 73   | 71   | 71   | 69   | ⌀ | 68,2  |

| −5,3 |

| −5,5 |

| −2,5 |

| 0,9 |

| 4,7 |

| 8,1 |

| 9,9 |

| 9,9 |

| 6,5 |

| 3,3 |

| −1,3 |

| −4,3 |

| −5,3 |

| −5,5 |

| −2,5 |

| 0,9 |

| 4,7 |

| 8,1 |

| 9,9 |

| 9,9 |

| 6,5 |

| 3,3 |

| −1,3 |

| −4,3 |

## Sehenswürdigkeiten
- Liste der Kulturgüter in Crans-Montana

## Bilder

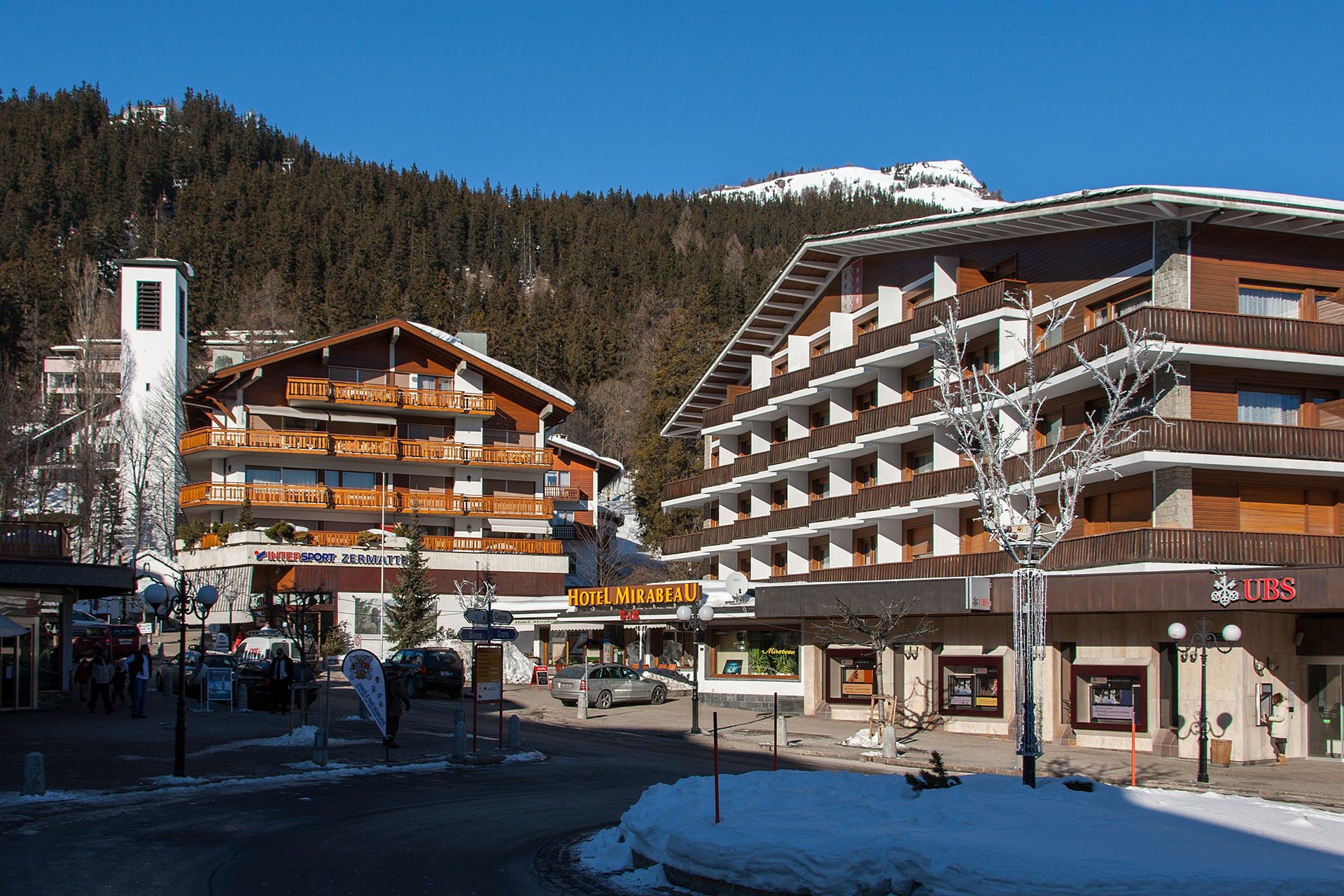
Dorfkern
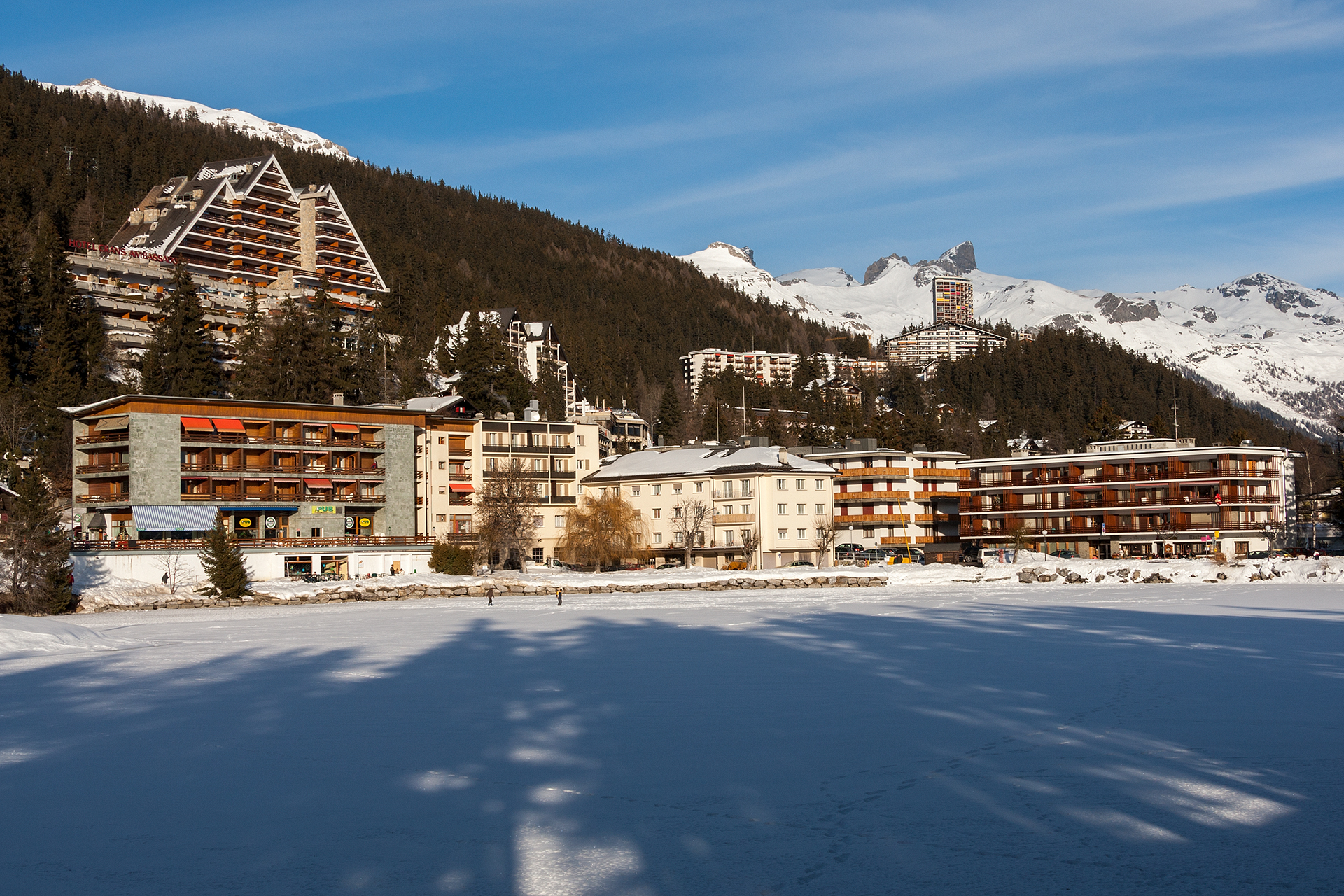
Etang Grenon
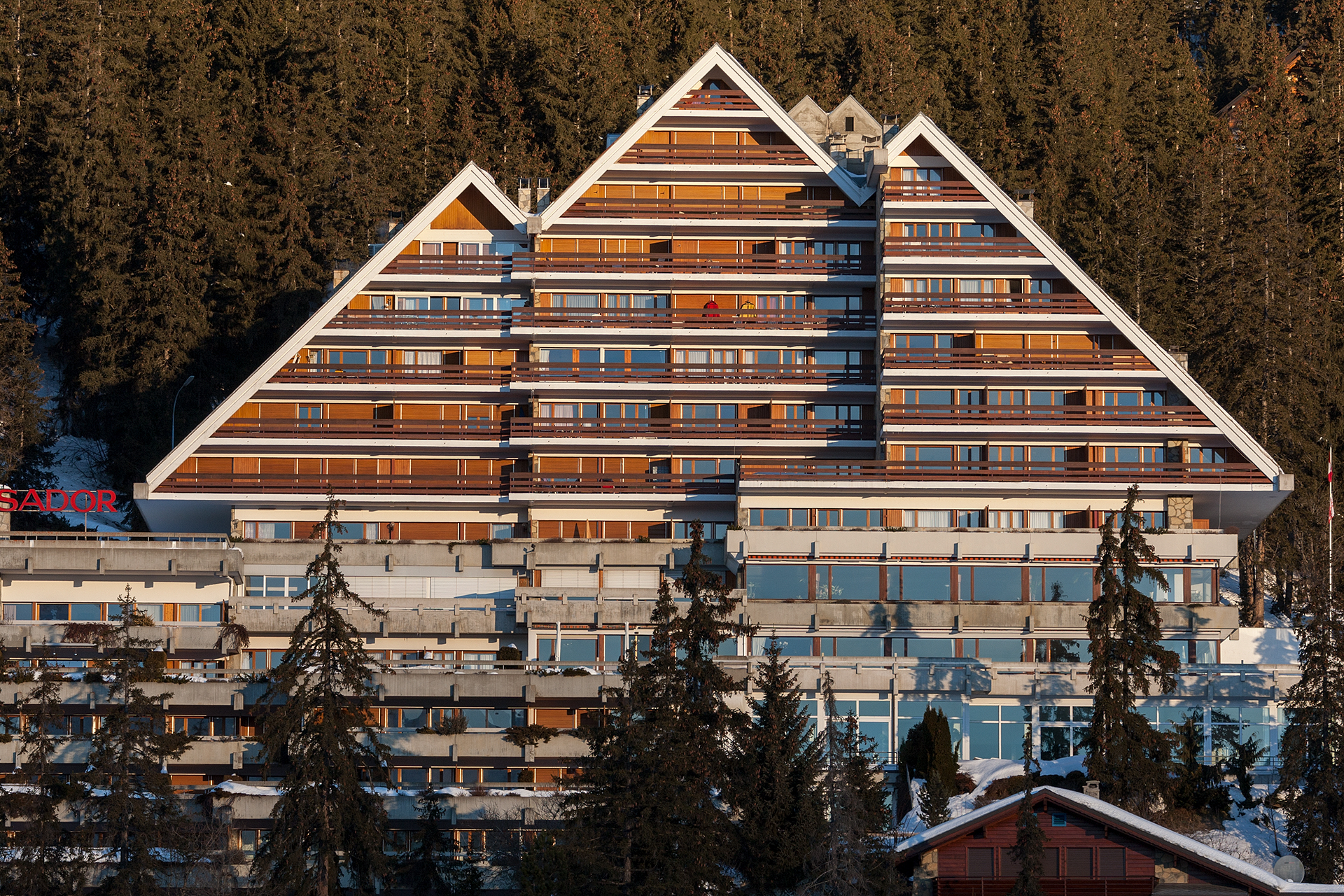
Hotel Ambassador
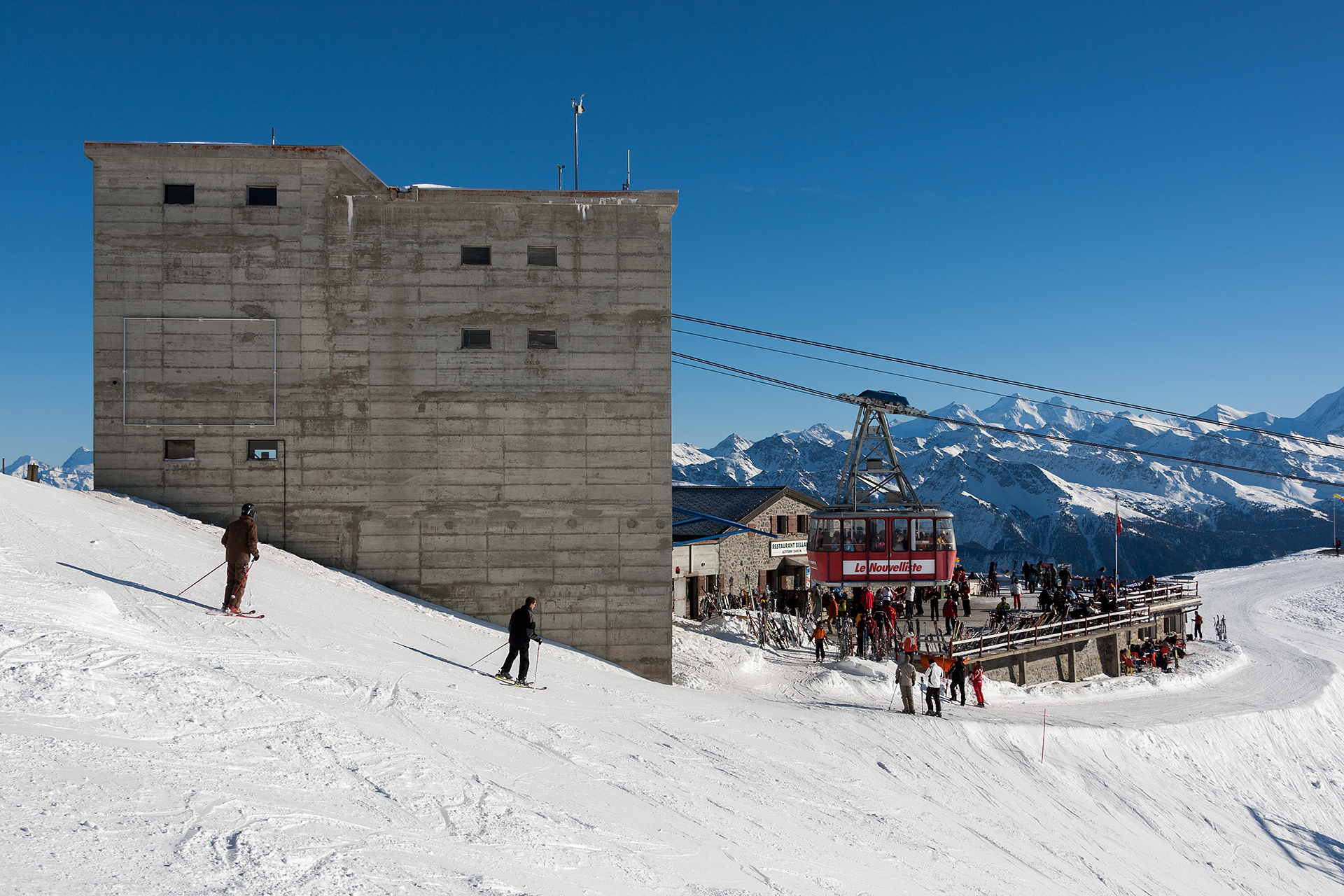
Bergstation und Restaurant «Bella Lui»
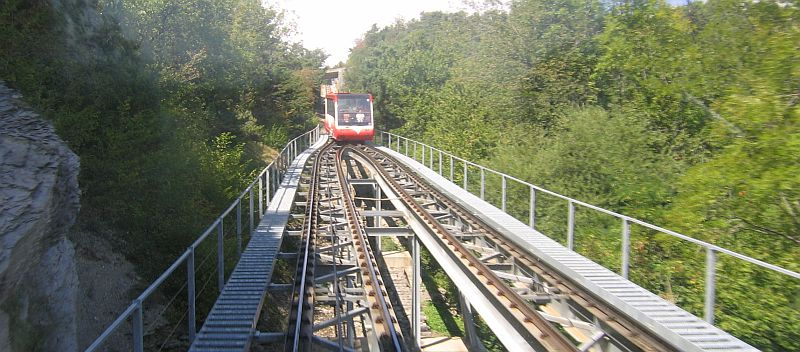
Standseilbahn, Blick aus Richtung Siders
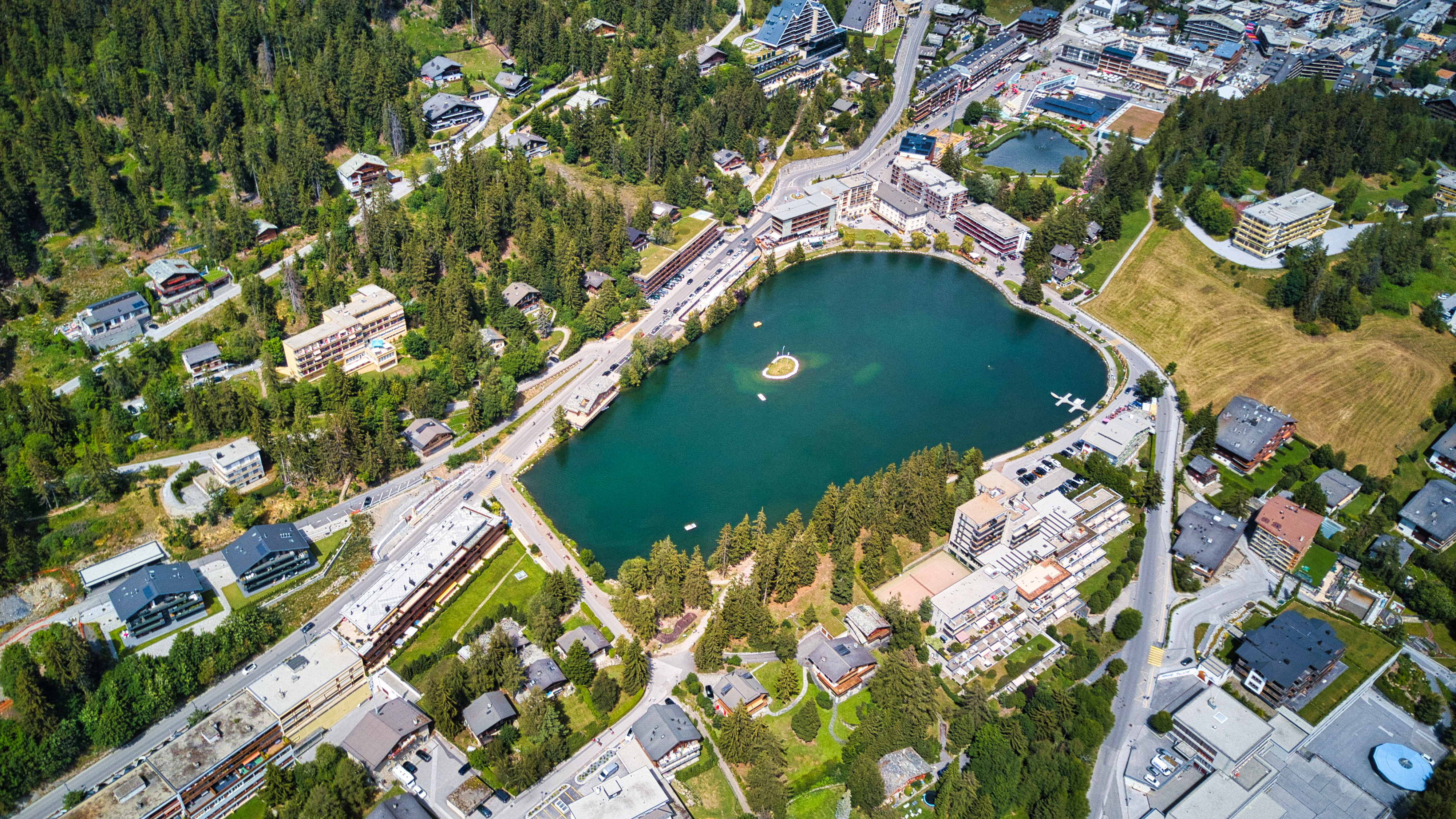
Etang Grenon im Sommer 2020
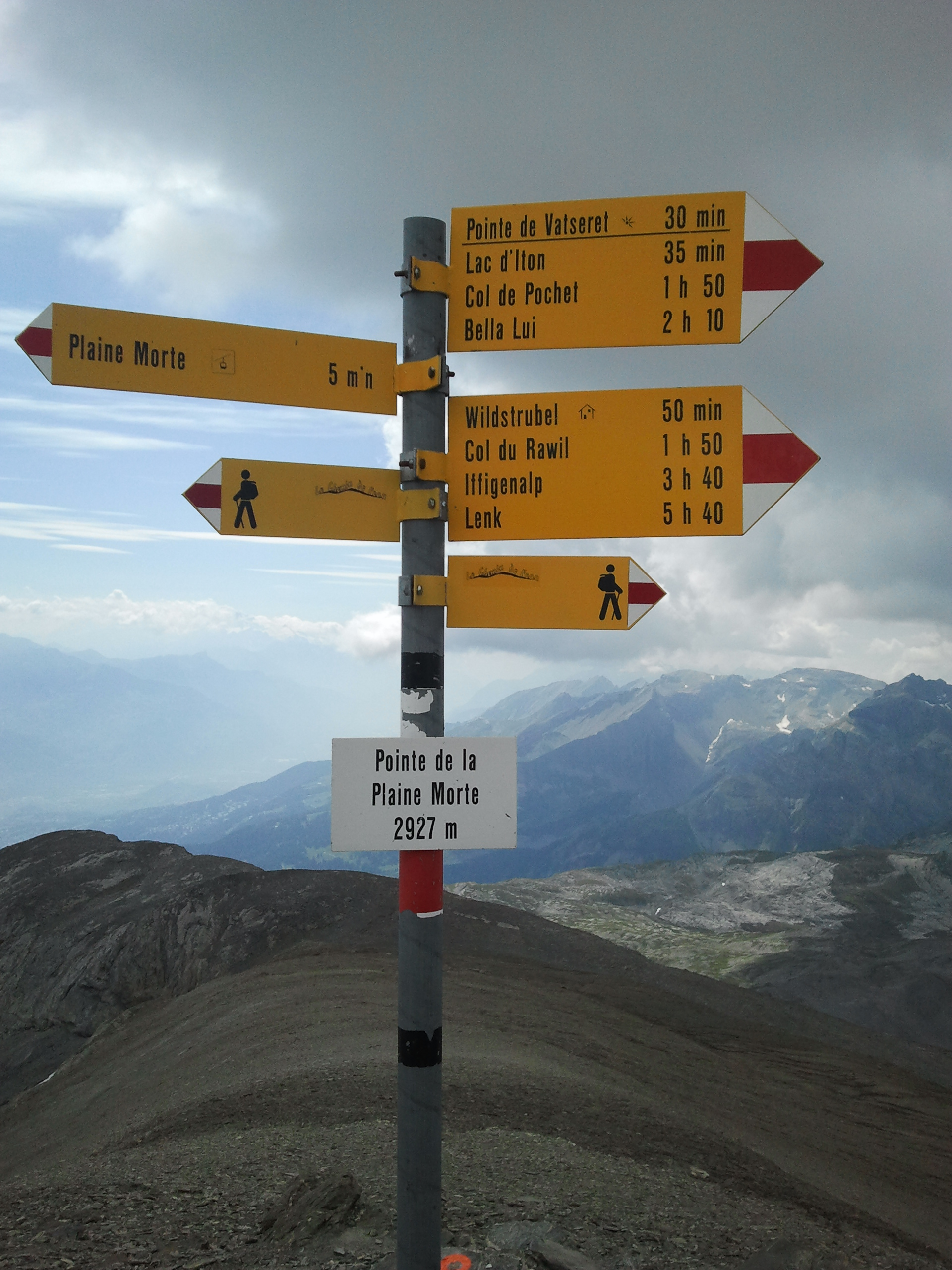
Der Wegweiser am Passübergang auf der Plaine Morte in 2927 m Höhe. Die Spitze des Bergs ist 2993 m ü. M. hoch.

## Persönlichkeiten
- Roger Moore (1927–2017), Schauspieler, wohnte in Crans-Montana und Monaco
- Susanne Ruoff (* 1958), Managerin, wohnt in Crans-Montana
- Radovan Vítek (* 1971), tschechischer Unternehmer, wohnt in Crans-Montana